# Annamocarya sinensis
Annamocarya sinensis ist eine ostasiatische Baumart aus der Familie der Walnussgewächse (Juglandaceae). Ihre Stellung als eigene Gattung Annamocarya ist nicht gesichert, die Art wird alternativ als Carya sinensis in die Gattung Carya gestellt. 

## Merkmale
Annamocarya sinensis ist ein immergrüner Baum. Die Zweige haben ein festes Mark, selten ein hohles. Letzteres wird auf Ameisen zurückgeführt. Die Knospen tragen Schuppen. 
Die Blätter sind unpaarig gefiedert mit 7 oder 9, selten 11 Fiederblättchen. Die Blätter sind 30 bis 50 cm lang, der Blattstiel 5 bis 15 cm. Stiel wie Rhachis sind kahl. Der Blattrand ist ganz. Die seitlichen Fiederblättchen sind 2 bis 8 mm lang gestielt, ihre Spreite ist lang elliptisch bis elliptisch-lanzeolat, 12 bis 23 cm lang und 4 bis 9 cm breit. Die Unterseite ist kahl mit Ausnahme einiger Haare in den Nervenachseln. Die Basis ist gestutzt, die Spitze zugespitzt. Der Stiel des endständigen Fiederchens ist 5 bis 20 mm lang. 
Die Blütenstände stehen seiten- oder endständig an diesjährigen Trieben. Männliche und weibliche Blütenstände stehen getrennt. Die männlichen Kätzchen sind 13 bis 15 cm lange, hängende Ähren mit einem 3 bis 6 cm langen Stiel und stehen in Gruppen von 5 bis 8 seitlich in den Achseln der neuen Blätter. Die weiblichen Ähren stehen endständig und aufrecht. Die Blüten werden durch den Wind bestäubt (Anemophilie). Die männlichen Blüten haben ein nicht gelapptes Tragblatt, zwei Brakteolen, keine Kelchblätter und 5 bis 15 Staubblätter mit behaarten Antheren. Bei den weiblichen Blüten ist das ebenfalls ungelappte Tragblatt mit dem Fruchtknoten verwachsen, wie auch die drei Brakteolen. Kelchblätter fehlen. Das Vorhandensein eines Griffels ist nicht geklärt. Die Narben sind kommissural, eine Narbenscheibe scheint zu fehlen. Blütezeit ist April bis Mai.
Der Fruchtstand ist eine aufrechte Ähre. Die Frucht ist Steinfrucht-artig. Die Hülle ist dick und besteht aus 4 bis 9 Klappen. Sie umhüllt eine glatte Nuss, die an der Basis zweifächrig ist. Die Nuss ist kugelig bis eiförmig-ellipsoidisch. Die Spitze ist zugespitzt bis geschnäbelt. Die Nuss ist 6 bis 8 cm lang und 4 bis 6 cm breit. Die Nussschale ist 3 bis 4 mm dick. Fruchtreife ist August bis November.
Die Keimung erfolgt hypogäisch. 

## Verbreitung
Annamocarya sinensis kommt nur im Südwesten von China (Guangxi, Süd-Guizhou, Südost-Yunnan) und im Norden von Vietnam vor. Sie wächst hier in den Wäldern entlang von Flussläufen in 200 bis 700 m Seehöhe.

## Systematik
Annamocarya wurde 1941 von Chevalier als Annamocarya indochinensis erstmals beschrieben, kurz darauf von Kuang als Ramphocarya integrifoliolata. Beide Namen wurden jedoch später als Synonyme von Carya sinensis angesehen, die 1912 von Dode beschrieben worden war. Chevalier hatte auch praktisch idente Früchte als Juglans indochinensis beschrieben. In Carya wurde sie in eine eigene Sektion Rhamphocarya gestellt. Die Merkmalsunterschiede sind jedoch größer als die zwischen den anderen Sektionen von Carya. Die Art wird aus diesen Gründen in der Flora of China als eigene Gattung angesehen. Manos & Stone (2001) stellen dem jedoch das Fehlen jeglicher Autapomorphie für die Art entgegen, auch wird die Eigenständigkeit durch ihre kladistischen Analysen nur teilweise gestützt. In ihrer Arbeit von 2007 stellten Manos et al. die Art als Carya sinensis wieder in die Gattung Carya. 

## Belege
- Anmin Lu, Donald E. Stone & L. J. Grauke: Juglandaceae, in: Flora of China, Band 4, 1999, S. 277–285. Science Press, Beijing und Missouri Botanical Garden Press, St. Louis. (pdf, 153 kB)
- Wayne E. Manning: The Classification within the Juglandaceae. Annals of the Missouri Botanical Garden, Band 65, 1978, S. 1058–1087.
- Paul S. Manos, Donald E. Stone: Evolution, Phylogeny, and Systematics of the Juglandaceae. Annals of the Missouri Botanical Garden, Band 88, 2001, S. 231–269.

## Weblink
- Carya sinensis in der Roten Liste gefährdeter Arten der IUCN 2013.1. Eingestellt von: Sun, W., 1998. Abgerufen am 11. Oktober 2013.